# Deuxième circonscription de Bako Gazer
La deuxième circonscription de Bako Gazer est une des 121 circonscriptions législatives de l'État fédéré des nations, nationalités et peuples du Sud, elle se situe dans la Zone Sud Omo. Son représentant actuel est Ashenafi Gaemi Atiganso.